# Jean Schlumberger
Jean Schlumberger nació el 24 de junio de 1907 en la región francesa de Alsacia y falleció el 29 de agosto de 1987 en París. Es un joyero francés, especialmente conocido por su trabajo y diseños realizados en Tiffany & Co.

## Biografía
Nació en el seno de una familia de fabricantes textiles originaria de la región francesa de Alsacia, Jean Schlumberger destacó desde pequeño por su excepcional dominio del dibujo y su pasión por la belleza. Sus padres, Paul Albert Edouard Schlumberger (1877–1952) y Elisabeth Schoen (1884–1942), querían que se dedicara a la banca, pero los intentos quedaron en vano, ya que él siempre supo que su lugar en el mundo estaba en la artesanía y la creación personal, así que se fue a París y allí frecuentó los círculos más sofisticados de la escena parisina en los años 30. Allí un candelabro victoriano decorada con porcelana de Meissen, hizo que el joyero diera un vuelco a su carrera, desmontó las piezas que la ornamentaban y comenzó a vendérselas a su exclusivo círculo, el cual comenzó a hacer con más frecuencia encargos de estas piezas convertidas en broches. 
Schlumberger comenzó su carrera de manera oficial, produciendo botones para Elsa Schiaparelli en 1930. Posteriormente Schiaparelli, le encargó hacer el diseño la joyería para su firma.
Tras la II Guerra Mundial, se trasladó a Nueva York y en 1956 se convirtió en vicepresidente de Tiffany & Co. empresa en la que desarrolló el resto de su carrera. Una de las primeras obras artísticas del diseñador para la marca neoyorquina fue el montaje del legendario Tiffany Diamond –un impresionante diamante amarillo de 128.54 quilates, el más grande de su tiempo– sobre el collar Ribbon Rosette, obra también del diseñador francés.

## Trabajo en Tiffany & Co.
En 1956, cuando Jean Schlumberger inició su colaboración con Tiffany & Co., una de sus primeras y más destacadas contribuciones fue engarzar el legendario Diamante Tiffany en un diseño de alta joyería. En un movimiento audaz que subrayó su talento artístico, Tiffany confió al joven diseñador la tarea de montar este impresionante diamante fancy amarillo de 128,54 quilates en su emblemático collar Ribbon Rosette.
Jean Schlumberger diseñó algunas de las joyas más icónicas del mundo, inspirándose en los vibrantes colores de la naturaleza y utilizando materiales inusuales. Un ejemplo destacado es la pulsera esmaltada Croisillon, lanzada en 1962. Esta codiciada creación refleja su pasión por el color y la forma, así como su dedicación a la artesanía y el uso de materiales únicos. Además, Schlumberger es reconocido por revivir el arte del esmalte vidriado, una compleja técnica del siglo XIX que permite lograr tonalidades excepcionalmente intensas. 
Estas creaciones provocaron que Schlumberger se hiciera con una excelentísima clientela entre las más destacadas estaban: La Duquesa de Windsor, Elizabeth Taylor, Jacqueline Kennedy o Audrey Hepburn entre otras.

Inspiración
Schlumberger viajaba con frecuencia a Bali, la India y Tailandia, dejando que estas tierras exóticas nutrieran su imaginación. La energía vibrante y la vitalidad de su obra nacen de su profundo deseo de fusionarse con la esencia misma de la naturaleza. No es casualidad que algunos de sus diseños más célebres cobraran vida en su refugio caribeño en la isla de Guadalupe, un lugar donde la inspiración fluía

## Reconocimientos
En 1995, el Musée des Arts Décoratifs de París rindió homenaje a Jean Schlumberger con una retrospectiva que celebraba su legado como uno de los grandes maestros de la joyería. Para esta ocasión tan especial, el legendario Diamante Tiffany fue engarzado en una de las creaciones más icónicas y queridas del diseñador: el clip Bird on a Rock. Esta obra, símbolo de elegancia y originalidad, no solo encarna la genialidad de Schlumberger, sino también la visión artística de Lewis Tiffany, convirtiéndola en una de las piezas más emblemáticas en la historia de la joyería.